# Klosterruine Seligenstatt

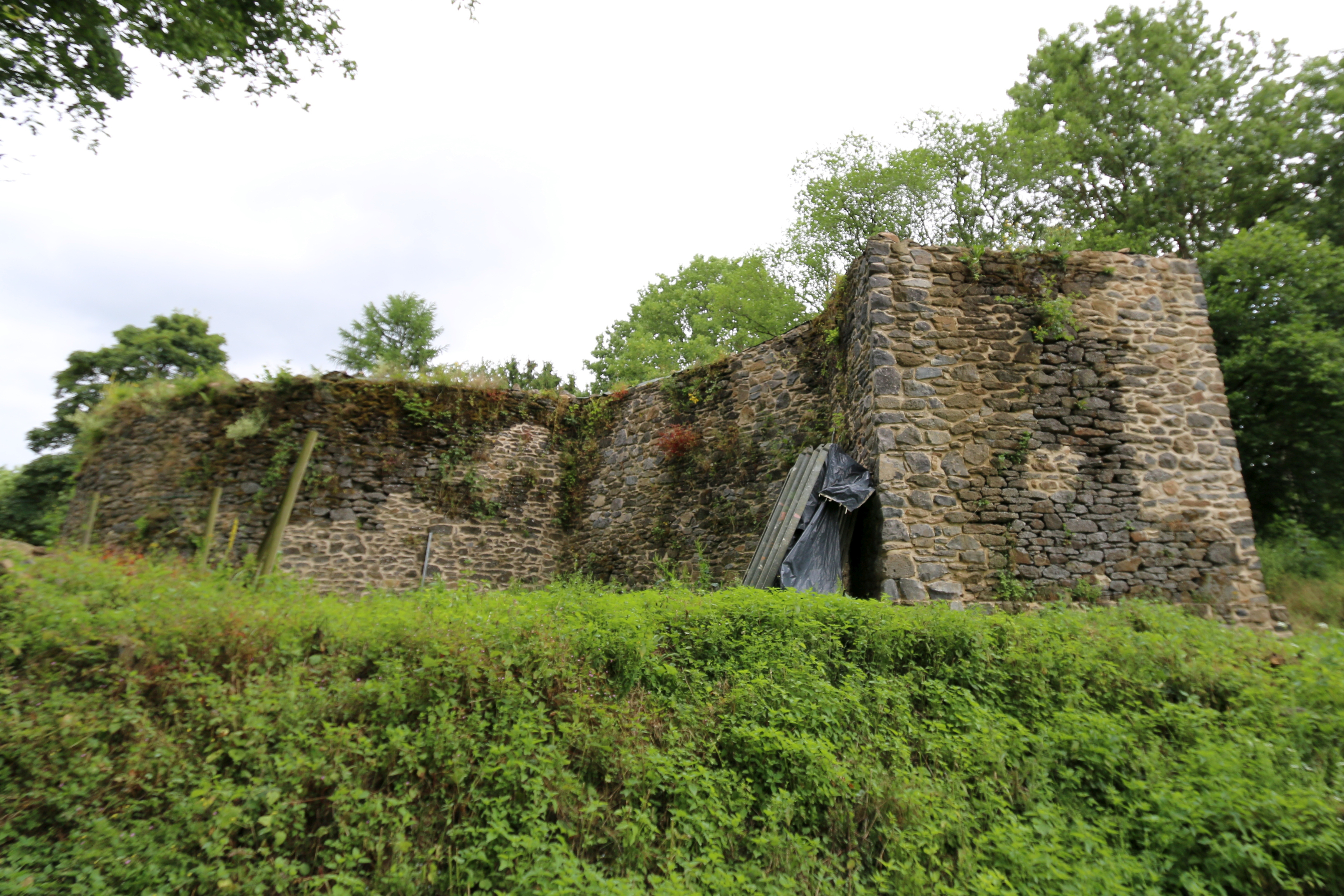
Klosterruine Seligenstatt

Die Klosterruine Seligenstatt ist ein ehemaliges Benediktinerinnenkloster bei Seck im Westerwaldkreis in Rheinland-Pfalz, von dem nur noch einige Mauern stehen. Die Ruine steht im Rang einer Denkmalzone.
Den Zinsregistern des Klosters verdanken eine Anzahl an Dörfern in der Umgebung (etwa Rennerod, Hüblingen, Willmenrod) sowie die um Seck gelegenen Wüstungen Schorrenberg, Stöckgen, Oberndorf, Bruchhausen und Fackenhahn ihre erste urkundliche Erwähnung.

## Name
Das Kloster begegnet 1215 als „Seligenstat“, 1296 als „Seluenstat“, 1336 als „Seligenstad“, 1423 als „Salichstat“, nach 1492 als „Selegestayt“ und 1499 als „Selgenstaidt“.

## Geschichte

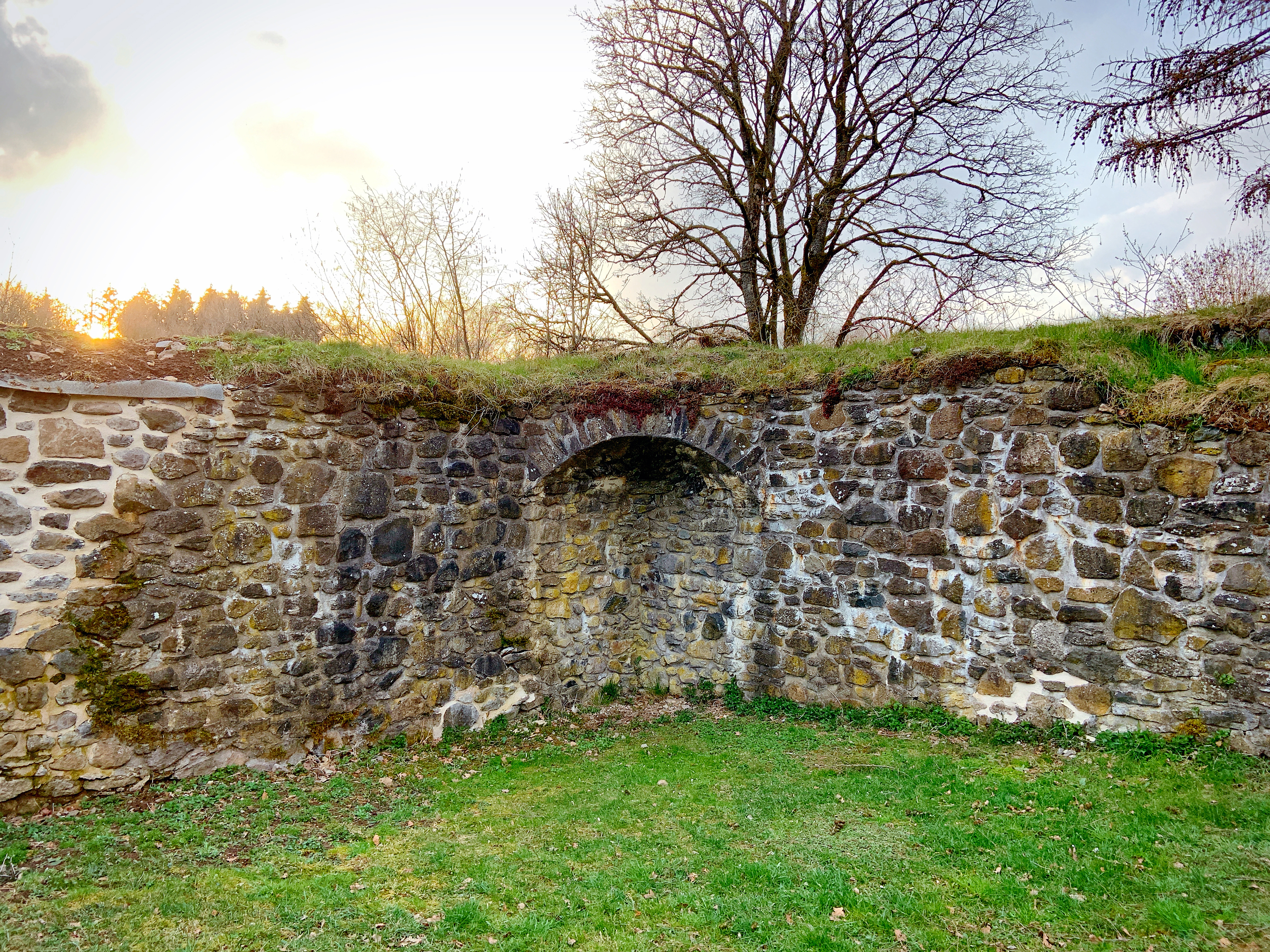
Klosterruine Seligenstatt

Das Benediktinerinnenkloster Seligenstatt wurde vermutlich von Siegfried von Runkel gestiftet. Das genaue Gründungsjahr ist unbekannt. 1181 findet sich die erste urkundliche Erwähnung, als die Rheingräfin Mechthild und ihre Miterben Siegfried und Friedrich von Runkel, Ulrich von Bickenbach, Siegfried und Hartmann, Winand und Arnold von Seck das Kloster dem Erzstift Trier schenkten. Erzbischof Theodorich von Trier bestätigte 1213/1215 dem Kloster seinen Besitz, darunter zwei Hufen in Stöckgen und die Hälfte des Zehnten in Seck und von Dapprich. Zum Besitz des Klosters wird 1215 auch eine Mühle in Hadamar gezählt, die die Nonnen, da sie sie aufgrund der Entfernung nicht nutzen können, gegen eine Zahlung dem Kloster Eberbach zu erblichem dauerndem Besitz übergeben. 1218 wird dieser Vertrag bestätigt.
Das der Muttergottes und dem heiligen Nikolaus geweihte Kloster ist 1215 als Tochterkloster der Abtei Maria Laach aufgeführt. 1217 wird eine Bruderschaft am Kloster erwähnt. So wird im genannten Jahr beurkundet, dass der Ritter Werner vom Dorf Erbach in die Bruderschaft zu Seligenstatt eintrat und sein gesamtes väterliches Gut diesem Kloster übertrug. Im Hauptstaatsarchiv Wiesbaden ist ein Siegel des Konvents von 1234 aufbewahrt, das das Bild der Muttergottes zwischen zwei Lilien mit der Umschrift +CO(N)VE(N)TVS IN SELIGESTAT+ trägt.
Da die Mittel des Klosters beschränkt waren, befahl 1239 Theodorich II. von Wied, Erzbischof von Trier, dem Abt von Maria Laach, die Zahl der Nonnen auf 30 zu begrenzen, damit das Kloster nicht „durch die Menge der Personen erdrückt werde, besonders da viele Personen nicht genügend zum Lebensunterhalt beitragen“ würden. Am 17. Januar 1324 schärfte der Abt dem Propst, der Meisterin, Priorin und dem Konvent der Nonnen unter Androhung der Exkommunikation diese Anweisung nochmals ein, denn die Armut nehme durch häufige und unterschiedslose Aufnahme von Nonnen mehr und mehr zu.
Bevor sich Siegfried von Runkel 1219 einem Kreuzzug ins Heilige Land anschloss, befreite er das Kloster von allen Rechten und Diensten, die ihm als Vogt zustanden. Der Sage nach soll Siegfried, als er während des Kreuzzuges am heiligen Grab niederkniete, Maria erschienen sein, die zu ihm sagte: „Deine Seligkeit wirst du finden an der heiligen Statt, die du gegründet hast.“ Nach seiner Heimkehr habe er das Kloster daher „Seligenstatt“ genannt. Ein anderer Ritter mit Namen Crafto vermachte für den Fall, dass er aus dem Heiligen Land nicht zurückkehren sollte, dem Kloster Seligenstatt den vierten Teil seiner Mühle bei Weilnau.
Zeitweise gehörten zum Kloster Mönche, die ein Haus des Klosters in Limburg bewohnten. Im Jahr 1315 ist ein Altar zu Ehren der Hl. Katharina bezeugt: Ein Ehepaar weist ihr Einkommen aus Gütern in Wörsdorf ihren Töchtern, die Nonnen im Kloster sind, zu. Die Töchter sollen dafür Öl und alles Erforderliche beschaffen, damit die Lampen vor dem Katharinenaltar durchgängig brennen.
Seligenstatt war verkehrsgünstig gelegen. Der Besitz des Klosters vermehrte sich im 13. und 14. Jahrhundert durch zahlreiche urkundliche belegte Schenkungen und Stiftungen. So vermachte etwa 1272 ein Heinrich, genannt von Dapperich, im Angesicht des Todes „zum Gedächtnis und Heil seiner Seele seine Güter oder Erbe“ dem Nonnenkloster. Der Besitz war jedoch weit verstreut; er lag in Gebieten der heutigen Landkreise Marburg-Biedenkopf, Lahn-Dill, Gießen, Mayen-Koblenz, Limburg-Weilburg, Neuwied, Rheingau-Taunus und Hochtaunus. Hinzu kam eine schlechte Wirtschaftsführung, sodass sich die Situation des Klosters zunehmend verschlechterte. 1423 ist letztmalig ein Nonnenkonvent im Kloster erwähnt. Das Konventssiegel wurde noch bis 1432 verwendet.
1432 oder 1439/40 wurde das Kloster Seligenstatt schließlich aufgelöst.
Zur Vermehrung der Gottesdienste, zur „Verbesserung des betrüblichen Zustandes“, Wiederherstellung der baufälligen Gebäude und Wiedererlangung der zum Kloster gehörenden vernachlässigten und verlorenen Zinsen und Einkünfte setzt der Abt von Maria Laach im Oktober 1451 den Westerburger Priester und Benediktiner Reyner von Westerburg ein. Er sollte im Kloster wohnen und erhielt die Vollmacht, die Propstei des Klosters zu regieren.
Am 14. März 1481 vertraute der Abt von Maria Laach dem Gemündener Stiftsherrn und Landdechant von Dietkirchen, Werner Hont (gest. 1499, Schreibweisen des Namens auch als „Hunt“ sowie „Hund“ belegt) sowie Reinhard Apoldus (auch: „Apoldi“) das Kloster mit allen Einkünften an. Werner Hont war zugleich Pfarrer von Montabaur. Der Historiker Hellmut Gensicke vermutet, dass aufgrund dieses Umstandes Hont das heute in der Marien-Wallfahrtskirche in Wirzenborn nahe Montabaur verehrte Gnadenbild aus dem Kloster dorthin überführte, zumal in dieser Zeit (kurz vor 1497) einer der Herren des Klosters, der Graf von Leiningen-Westerburg, Amtmann zu Montabaur war.
Nach dem Verzicht des Priesters Reinhard Flach trat der Priester Christian Sartorius von Seck auf den Plan, der 1488 vom Mitherrn des Klosters, Johann Herr von Runkel, präsentiert worden war. Christian Seck brachte seine Ansprüch auf das verlassene Kloster gegen Werner Hund und Reinhard Apoldi bis vor die römische Kurie. So wurde das Kloster Gegenstand des Streites zwischen Maria Laach und Leiningen-Westerburg auf der einen und Johann Herr von Runkel bzw. später Graf Johann von Wied-Runkel auf der anderen Seite. Letzterer fand Rückhalt beim Erzbischof von Trier, beschlagnahmte alle Einkünfte es Klosters in seiner Grafschaft und befahl dem Abt von Maria Laach, nichts gegen seinen Willen mit dem Kloster zu unternehmen. Am 29. Juli 1516 wurde im Zusammenhang der sich abzeichnenden Auflösung des Klosters ein Inventar aufgenommen.
Am 6. Juni 1528 setzte Graf Kuno III. von Leiningen-Westerburg Reinhard von Schonenburg als Verwalter der Klostergüter ein. 1538 nutzten Wied-Runkel und Leiningen-Westerburg die „Klause Seligenstatt“ je zur Hälfte. Das Kloster wurde Sitz eines herrschaftlichen Hofmannes, der den früher vom Kloster selbst bewirtschafteten Grundbesitz in der Gemarkung Seck als Klosterhof bebaute. Schon zuvor (um 1510, um 1530 und um 1531) waren bereits große Teile des Klostergutes an Einwohner von Seck verliehen worden. Ab Ende des 16. Jahrhunderts wurden Teile des Klostergutes an die Gemeinde verpachtet, die von ihrem – wie sie es nannten – „Buttergut“ jährlich 95 Maß Butter abzuliefern hatte.
Infolge eines Vergleiches, der am 24. Mai 1540 von Graf Wilhelm von Nassau-Katzenelnbogen und Graf Ludwig von Stolberg-Königstein herbeigeführt worden war, wurde ein Teil der Klostergüter zwischen Westerburg und Runkel aufgeteilt; der Rest wurde von den beiderseitigen Schultheißen zu Gemünden gemeinsam verwaltet. Zu ihren Pflichten gehörte, den Priester, der noch zweimal wöchentlich am Ort die Messe feierte, zu entlohnen oder die Summe zu anderen gottesdienstlichen Zwecken zu verwenden.
1660 verlieh Fürst Moritz Heinrich von Nassau den zwischenzeitlich in seinen Besitz gekommenen Klosterhof der Gemeinde Seck.
Die Klostergebäude verfielen immer mehr und Steine wurden für den Bau von Häusern abgebrochen. In einem Inventar des Klosters von 1565 sind noch fünf Messgewänder, fünf Alben, ein Messbuch, drei Gesangbücher, ein Altartuch, ein Rauchfass, zwei Messkännchen, die Reliquien sowie ein Kelch, der nach Seck in die Kirche kam, aufgelistet. Graf Johann von Runkel erinnerte Graf Reinhard von Westerburg am 5. Juli 1570 an den Vergleich, nach dem Seligenstatt zu halben Teilen Westerburg und Runkel gehören solle. Er habe erfahren, dass sich die Diener des Westerburger Grafen an den Steinen des im Verfall befindlichen Klosters bedienten. Am 30. Juli 1570 fordert er ihn erneut auf, dieser Entwicklung Einhalt zu gebieten.
Die Glocken des Klosters gingen 1591 nach Westerburg und (zunächst auf Leihgabe, dann auf Dauer) nach Gemünden. Der Taufstein wurde viele Jahre beim Gemeindebrunnen in Seck benutzt, bis er (vor 1599) verschwand.

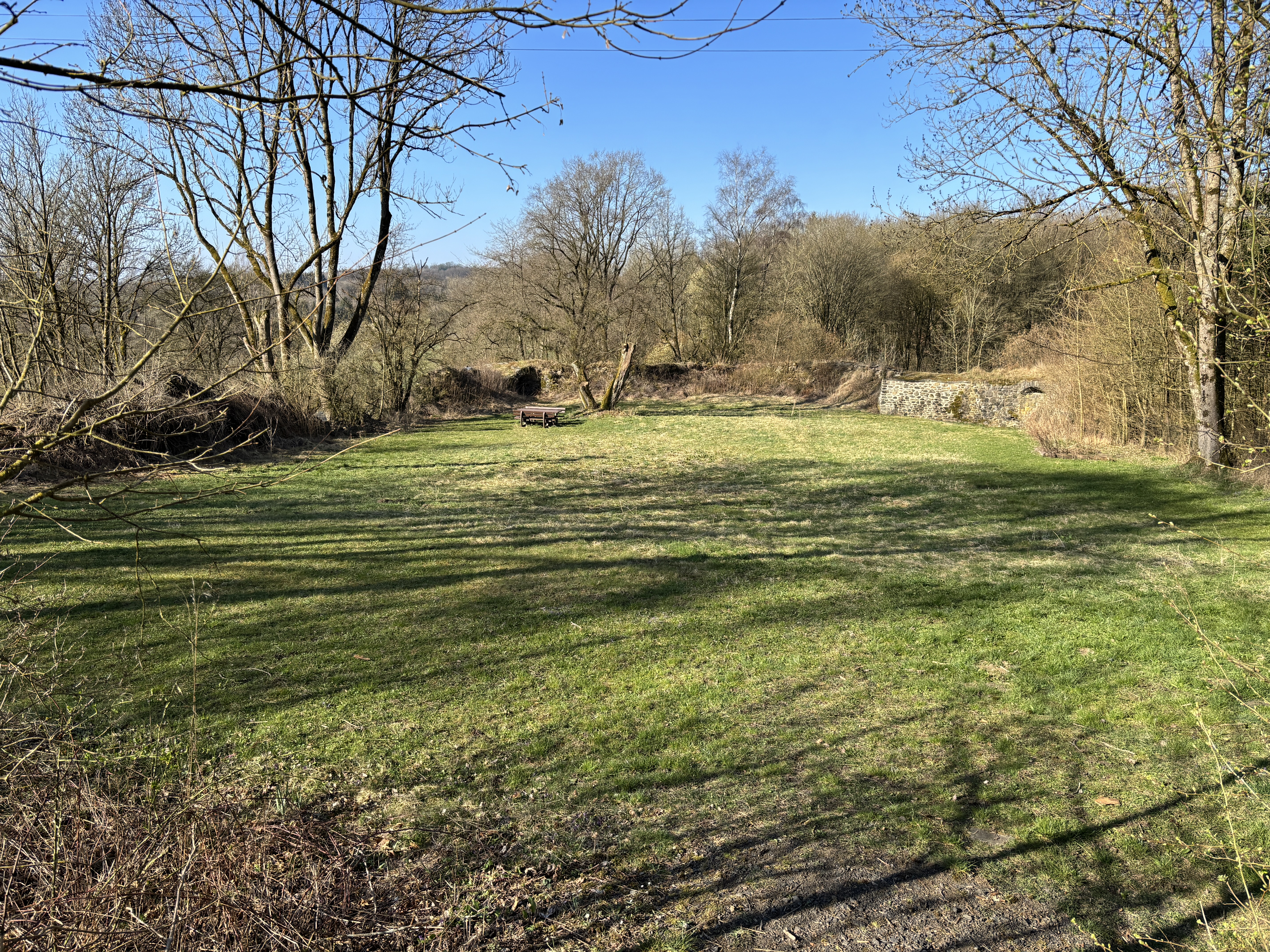
Gesamtansicht von Osten

1785 wurde der Klosterhof abgerissen; bereits 1818 werden nur noch alte Mauern und Ruinen erwähnt. Im Jahr 1874 findet Wilhelm Lotz die Reste des Klosters wie folgt vor:
„Es sind nur noch die ca. 1 m starken Umfassungsmauern in einer Höhe von 1 bis 3 m vorhanden, welche einen Acker von 1200 qm Flächeninhalt einschliessen. Rechteck mit westöstlicher Längenaxe. In der Mitte der Westseite eine halbrunde Apsis. An den Ecken der Westseite kleine übereckstehend viereckige Thürme, die im Innern auf Stichbogen ruhen, welche über die Winkel des Rechtecks geschlagen sind. Thüren oder Fenster nicht sichtbar.“
Das Gelände wurde in der zweiten Hälfte des 19. Jahrhunderts verfüllt und diente bis Mitte der 1950er-Jahre als Acker. Die Bewirtschaftung der Fläche wurde 1955 im Zusammenhang der Flurbereinigung aufgegeben.
Nach Einschätzung von Wolf-Heino Struck war der Verfall des Klosters wesentlich durch den Gegensatz der Häuser Westerburg und Runkel bedingt, insbesondere da Westerburg mehrfach einseitig agiert habe.

## Gebäude und Umfeld
Das Gebäude ist in Ost-West-Richtung ausgerichtet. Die Außenmauern der Klosterruine haben eine Länge von 36 mal 72 m und sind an ihrer höchsten Stelle 9 m hoch. Noch vorhanden sind die von Lorz beschriebene halbrunde Apsis sowie zwei Ecktürme, von denen sich die Stichbogen  teilweise erhalten haben.
Bei einer Probegrabung im Jahr 2000 wurde festgestellt, dass sich die nicht mehr sichtbaren Mauerzüge noch deutlich weiter nach Osten hin erstrecken. Dabei wurde eine Tonscherbe aus dem 14. Jahrhundert sowie ein Ring aus dem 16. Jahrhundert gefunden, heute ausgestellt im Landschaftsmuseum Westerwald in Hachenburg.

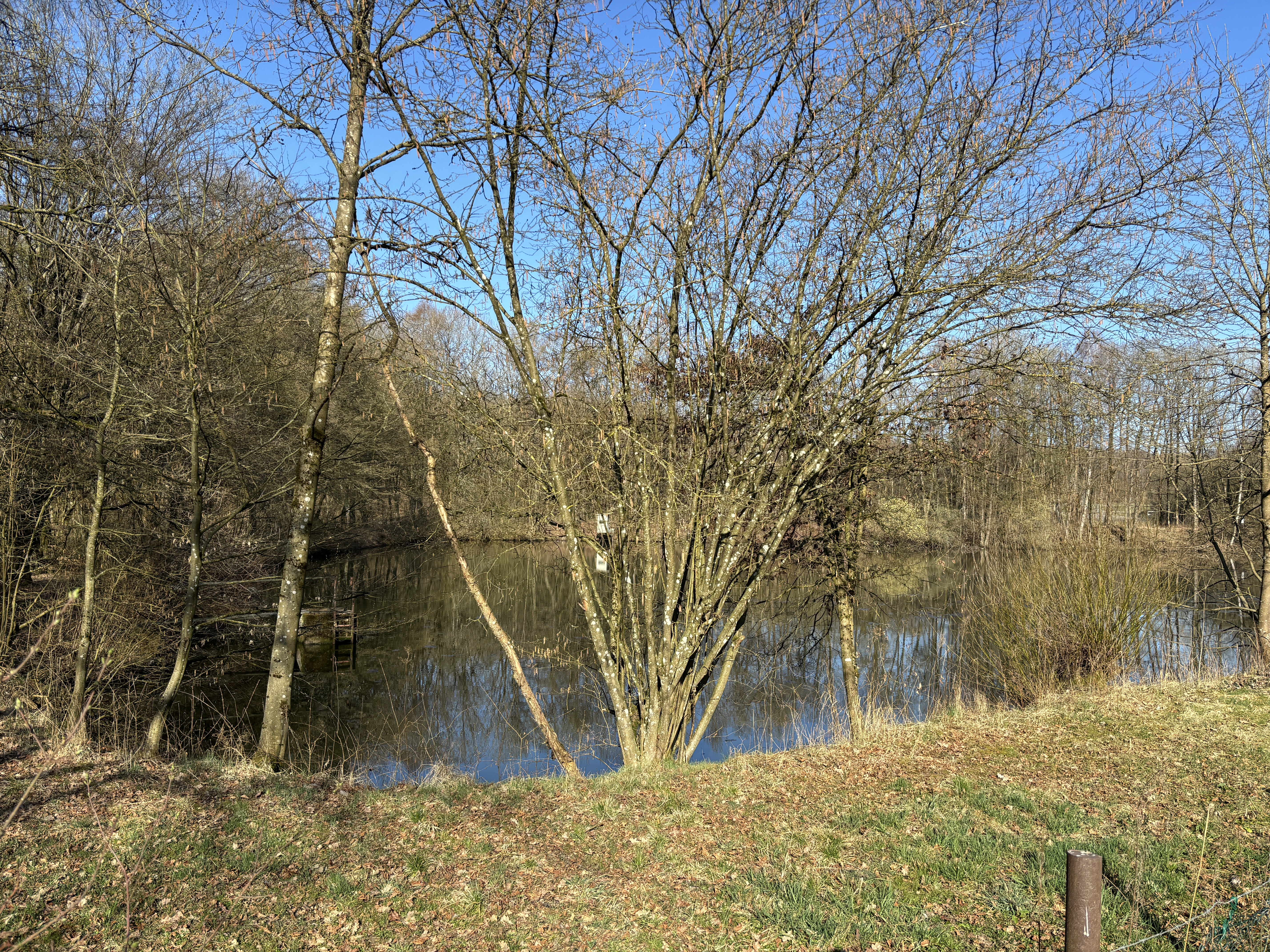
Klosterweiher

Unmittelbar an der Ruine befindet sich der Klosterweiher, der in den 1970er-Jahren auf Initiative des damaligen Secker Jagdpächters und späteren Ehrenbürgers Franz Kolle neu aufgestaut wurde.

## Förderverein
1990 gründete sich ein Förderverein, der umfangreiche Sicherungsmaßnahmen durchführen ließ. Eine bei der Ruine aufgestellte frei zugängliche Hütte informiert über die Geschichte des Klosters. Am 17. Juni 1992 wurde die Ruine unter Denkmalschutz gestellt.

## Die Sage vom Schwedenkönig

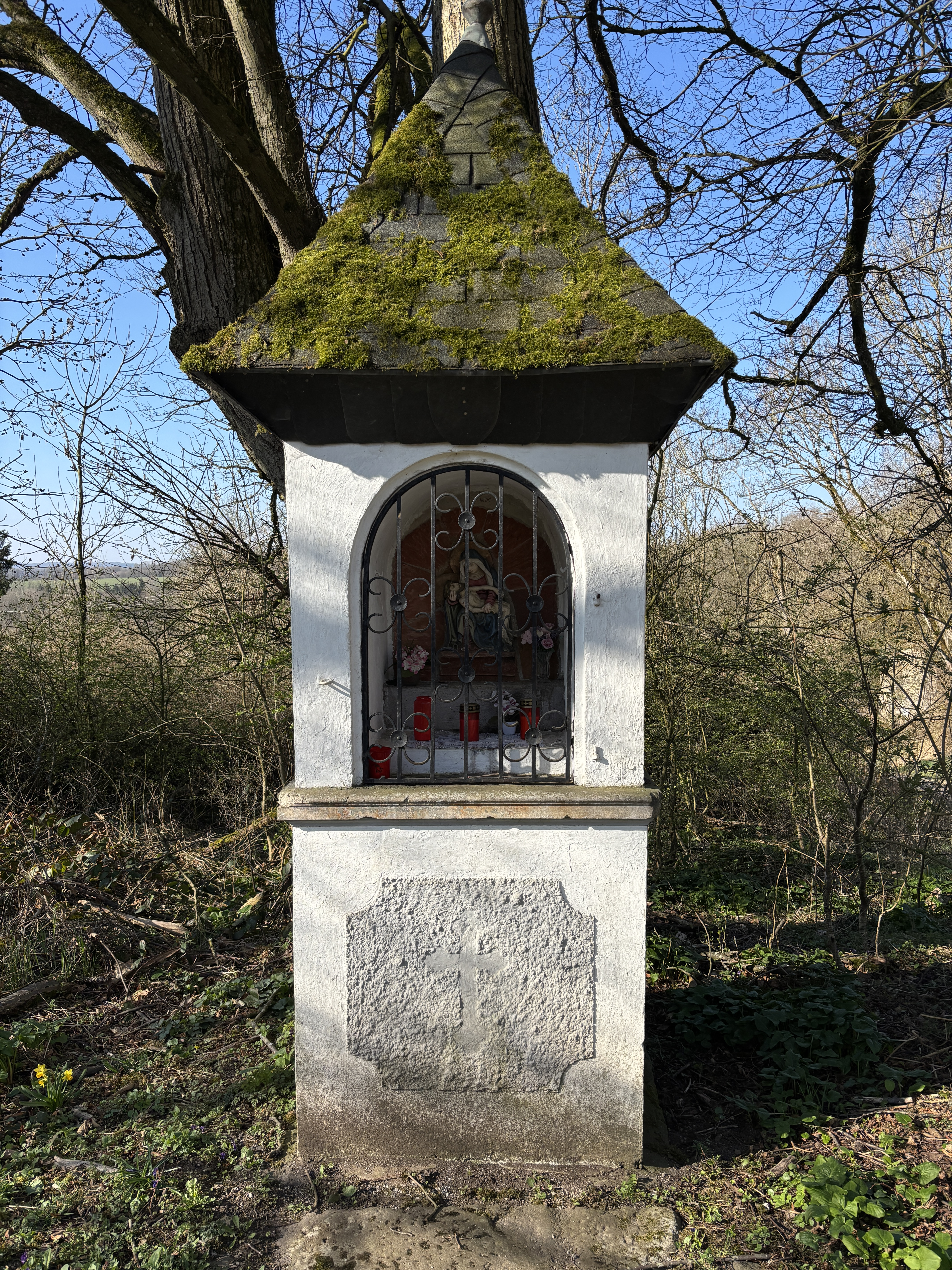
Das in unmittelbarer Nähe der Klosterruine errichtete Heiligenhäuschen mit einer Darstellung der Mater Dolorosa.

In Nähe der Klosterruine sind zwei Heiligenhäuschen errichtet, das eine in unmittelbarer an der Ruine (50° 34′ 55,3″ N, 8° 2′ 33,2″ O), das andere etwa 400 Meter am Ortseingang von Seck von Hellenhahn kommend (50° 34′ 42,8″ N, 8° 2′ 45″ O). Der Legende nach soll einem Wanderer auf seiner nächtlichen Heimkehr von Hellenhahn nach Seck eine weiße Gestalt erschienen sein, die ihm den Weg versperrt habe. Der Wanderer gelobte, bei unbeschadeter Rückkehr am Kloster ein Heiligenhäuschen zu bauen. Die weiße Gestalt ließ ihn passieren, klammerte sich aber sofort danach an seinen Rücken. Der Wanderer gelobte, bei unversehrter Heimkehr einen weiteren Bildstock zu errichten. Das Gelübde wurde im Frühjahr 1856 durch den Bau der beiden Heiligenhäuschen erfüllt. Der Wanderer sah in der unheimlichen Erscheinung später den Schwedenkönig Gustav II. Adolf, der wegen der Zerstörung des Klosters Seligenstatt im Dreißigjährigen Krieg keine Ruhe gefunden haben soll.
Historisch ist darauf zu verweisen, dass das Kloster bereits Ende des 15. Jahrhunderts im Verfall begriffen war, die Gebäude zur Zeit des Dreißigjährigen Krieges (1618 bis 1648) also schon nicht mehr als Benediktinerinnenkloster genutzt wurde.